# Ніколайс Ґалдіньш
Ніколайс Ґалдіньш (латис. Nikolajs Galdiņš; 10 вересня 1902, Рига — †5 жовтня 1945, Санкт-Петербург) — латвійський військовик, офіцер Генерального штабу Латвійської армії, інструктор Ризької військової школи. Під час Другої світової війни — начальник Латвійського добровольчого легіону СС. Учасник оборони Курземського котла, за особистий героїзм удостоєний звання кавалера Лицарського хреста Залізного хреста (25 січня 1945 р.).

## Біографія
Народився 10 вересня 1902 року в Ризі. Добровільно вступив до латвійської армії 12 липня 1919 р., а в 1924 році закінчив Військову школу. Як найкращий кадет піхотного відділення, отримав звання «Перший лейтенант». 
Призначений командиром підрозділу в 4-й Валмієрський піхотний полк. 1927 року закінчив Вищу військову школу,  у ранзі капітана служив у Генеральному штабі Латвійської Армії. З 1938 року до радянської окупації влітку 1940 року — інструктор Ризької військової школи. 

### Під час Другої світової війни
Після окупації Латвії в 1940 році з боку СРСР не полишив військо, був командиром 195-го стрілецького полку 181-ї стрілецької дивізії. Водночас НКВД СРСР заарештувало його рідного брата і вислало до концтабору Норильськ, де він і загинув. 
В 1941 році Ґалдіньш увійшов у контакт із німецьким командуванням для спільної боротьби зі сталінізмом. У листопаді 1942 року вступив добровольцем до латвійських збройних формувань, які були створені у Вермахті. Улітку 1943 року став заступником начальника 42-го полку Гренадерів СС в 19-ій Дивізії Гренадерів СС, очолив 3-ій батальйон полку. 
Від січня 1944 року очолював 42-го полк 2-ї Латвійської дивізії Ваффен-СС. Разом зі своїми солдатами узяв участь в героїчній обороні Курземського котла. Став кавалером Лицарського хреста Залізного хреста 25 січня 1945 року.
У березні 1945 року потрапив у полон до сталінських військ. У порушення міжнародних норм поводження з полоненими, убитий у тюрмі СРСР у Санкт-Петербурзі.

## Нагороди
- Медаль Незалежності Литви
- Орден Трьох зірок
- Орден Відродження Польщі, лицарський хрест
- Орден Заслуг німецького орла (18 листопада 1939)
- Орден Корони Румунії, офіцерський хрест (1940)
- Залізний хрест
  - 2-го класу (21 вересня 1943)
  - 1-го класу (2 лютого 1944)
- Штурмовий піхотний знак в сріблі
- Нагрудний знак «За поранення» в чорному
- Нагрудний знак ближнього бою в сріблі
- Німецький хрест в золоті (19 жовтня 1944)
- Лицарський хрест Залізного хреста (25 січня 1945)